# Fermoimmagine
Fermoimmagine è il primo album di raccolta di Francesco Renga, pubblicato il 15 febbraio 2012, in contemporanea alla partecipazione dell'artista al Festival di Sanremo 2012. Contiene 3 inediti. Oltre alla versione standard, è uscita la versione deluxe (disponibile solo su i-Tunes), contenente due CD e un totale di 33 tracce.

## Tracce
L'album è stato pubblicato in versione standard e in versione deluxe. Le tracce sono le seguenti:
Standard Edition
1. La tua bellezza (Francesco Renga, Diego Mancino, Dario Faini)
2. Ho ma non ho (Francesco Renga, Luca Chiaravalli)
3. Senza sorridere (Francesco Renga, Diego Mancino, Dario Faini)
4. Affogo, Baby (Francesco Renga, Max Cottafavi)
5. Raccontami... (Francesco Renga, Umberto Iervolino)
6. Dove il mondo non c'è più (Francesco Renga, Luca Chiaravalli)
7. Tracce di te (Francesco Renga, Luca Chiaravalli)
8. Angelo (Francesco Renga, Maurizio Zappatini)
9. Meravigliosa (la Luna) (Francesco Renga, Luca Chiaravalli)
10. Ci sarai (Francesco Renga, Luca Chiaravalli)
11. Cambio direzione (Francesco Renga, Luca Chiaravalli)
12. Ferro e cartone (Francesco Renga, Luca Chiaravalli)
13. L'immensità
14. Uomo senza età (Francesco Renga, Maurizio Zappatini)
15. L'ultima occasione
16. Un giorno bellissimo (Francesco Renga, Luca Chiaravalli)
17. Per farti tornare (Francesco Renga, Luca Chiaravalli)

Versione deluxe
- CD 1

1. La tua bellezza
2. Ho ma non ho
3. Senza sorridere
4. Splendido!
5. Favole
6. Ancora di lei
7. Affogo, Baby
8. Raccontami...
9. Via!
10. Dove il mondo non c'è più
11. Tracce di te
12. Segreti
13. Faccia al muro
14. Sto già bene
15. Angelo
16. Meravigliosa (la Luna)

- CD 2

1. Ci sarai
2. Comete
3. Un'ora in più
4. Nel nome del padre
5. Cambio direzione
6. Ferro e cartone
7. Dove finisce il mare
8. Dimmi
9. Coralli
10. L' immensità
11. Uomo senza età
12. L'ultima occasione
13. Un giorno bellissimo
14. Per farti tornare
15. Regina triste
16. La strada
17. Di sogni e illusioni

## Classifiche
| Classifica (2011) | Posizione massima |
| ----------------- | ----------------- |
| Italia            | 15                |